# Гарви, Эдриан
Адриан Кристофер Гарви (англ. Adrian Christopher Garvey, родился 25 июня 1968 года в Булавайо) — зимбабвийский и южноафриканский регбист, выступавший на позиции пропа (столба).

## Биография
Окончил среднюю школу Пламптри. Выступал на протяжении своей карьеры за зимбабвийский клуб «Олд Милтонианс», южноафриканские «Шаркс» и «Кэтс» в Супер Регби, «Натал» и «Голден Лайонз» в чемпионате провинций (в 1996 году стал чемпионом с командой «Натал») и за валлийский «Ньюпорт». Играл за сборные Зимбабве и ЮАР: в сборной Зимбабве в официальном тест-матче дебютировал 5 мая 1990 года матчем в Хараре против Кот-д’Ивуара, на чемпионате мира 1991 года в Англии сыграл три матча и набрал 8 очков, занеся две попытки в игре 9 октября 1991 года против Шотландии (поражение 12:51). 10 июля 1993 года сыграл последний матч за Зимбабве против Намибии в Найроби. С учётом неофициальных матчей сыграл с 1987 года 33 встречи.
С 1996 года выступал за сборную ЮАР: дебют состоялся 9 ноября 1996 года против Аргентины. Всего он сыграл 28 игр, набрав 20 очков. 10 июня 1997 года занёс свои дебютные две попытки за ЮАР против сборной Тонга (разгромная победа 74:10). Дважды сыграл на Кубке трёх наций 1998 года, который выиграла сборная ЮАР: 22 августа 1998 года в игре против Австралии он занёс попытку, а «спрингбоки» выиграли 29:15 и завоевали впервые этот трофей. Последнюю игру сыграл 10 октября 1999 года на чемпионате мира 1999 года в Уэльсе против Испании (победа 47:3), стал бронзовым призёром ЧМ с командой. Из 28 матчей выиграл 24, потерпев поражения с командой ЮАР всего 4 раза.

## Семейная жизнь
Супруга — Мелисса, дочери — Теган, Тейтум-Ли, Стьюи; проживает с семьёй в южноафриканском Баллито. После карьеры игрока занялся триатлоном и велоспортом (горный велосипед), участвовал в веломногодневке 2011 Absa Cape Epic. Он готовился с командой Toyota, соперничал со своими товарищами по сборной Джоэлем Странски и Мариусом Хуртером.